# La Première Sortie d'un collégien
Pour plus de détails, voir Fiche technique et Distribution.
La Première Sortie d'un collégien est un film muet français réalisé par Louis J. Gasnier, sorti en 1905. 
Produit par la société Pathé Frères, le film met en vedette Max Linder, l'un des premiers grands comiques du cinéma muet.

## Synopsis
Un jeune collégien demande de l'argent successivement à son père et à sa mère. Il se rend ensuite à la terrasse d’un café où un ami l’attend en compagnie de deux jeunes femmes. Le film dépeint avec humour l’impatience juvénile à goûter aux plaisirs de la vie mondaine.

## Fiche technique
- Titre original : La Première Sortie d’un collégien
- Réalisation : Louis J. Gasnier
- Scénario : Louis J. Gasnier
- Société de production : Pathé Frères
- Pays d’origine :  France
- Format : Noir et blanc — 35 mm — 1,33:1 — Muet
- Genre : Comédie
- Durée : 3 minutes
- Date de sortie : 5 août 1905

## Distribution
• Max Linder : le collégien

## Production et diffusion
Produit par Pathé Frères, le film est distribué en 1905 dans le réseau des cinémas de la société. Il est conservé aujourd’hui dans les collections des Archives françaises du film.